# Голикова, Елена Васильевна
Еле́на Васи́льевна Го́ликова (род. 4 февраля 1956, Москва) — российская артистка балета, солистка Московского музыкального театра имени Станиславского и Немировича-Данченко, педагог.

## Биография
Родилась 4 февраля 1956 года в Москве. В 1974 году окончила МХУ (педагоги Л. С. Литавкина, Н. В. Золотова, Н. В. Беликова). В 1974-77 работала в Москонцерте. С 1977 в Театре им. Станиславского и Немировича-Данченко. В 1987 окончила педагогическое отделение балетмейстерского факультета ГИТИСа, курс профессора Р.С. Стрючковой.
Преподаёт в Московском государственном хореографическом училище имени Л. М. Лавровского.

## Партии
Первая исполнительница партий в постановках Д. А. Брянцева:
- «Девять танго и … Бах», Солистка, 1985
- «Романтический дуэт» Муза. 1986
- Жертва («Скифы», 1988)
- Возлюбленная («Одинокий голос человека», 1990)
- «Призрачный бал» (1995)
- Эмилия («Отелло», 1994)
- Др. партии: Нунэ (Сюита из балета «Гаянэ»), Сюзанна («Браво, Фигаро!»), Хозяйка салуна («Ковбои»), Душа Комиссара («Оптимистическая трагедия»), хореографическая миниатюра «Дорога», хореографическая миниатюра  «Романс».
- Сольные партии в балетах: «Шакунтала», «Дон Кихот», «Эсмеральда», «Золотой ключик», «Коппелия», «Лебединое озеро», «Золушка», «Степан Разин»,«Шопениана», «Щелкунчик», «Корсар», «Жизель».